# Сухе сховище відпрацьованого ядерного палива

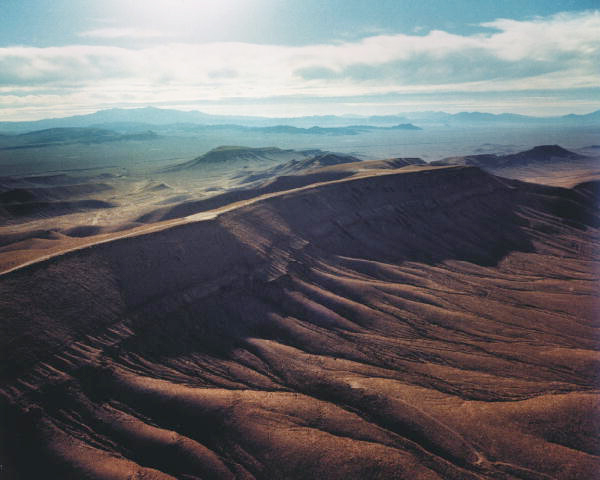
Репозиторій ССВЯП «Юкка Маунтін» у США

Сухе сховище відпрацьованого ядерного палива (ССВЯП) — майданчик або установка, на якій здійснюється сухе зберігання відпрацьованого ядерного палива.
Сухе зберігання є методом зберігання відпрацьованого ядерного палива (ВЯП, у деяких країнах воно класифікується як високоактивні ядерні відходи)  після його «мокрої» витримки у басейнах упродовж декількох років. Як правило, зберігання ВЯП здійснюється у герметичних зварних або болтових контейнерах циліндричної форми із сталі або чавуну. Розташовані усередині них тепловидільні елементи або складки зазвичай знаходяться в середовищі інертного газу, що сприяє відведенню залишкового тепла. Існують також системи зберігання ВЯП з повітряним тепловідводом — до них належить, зокрема, установка ХОТ—2 на Гірничо-хімічному комбінаті в Росії.
Деякі контейнери призначені як для зберігання, так і для транспортування. Такі багатоцільові контейнери оснащені менш масивним захистом від радіації, що робить їх легшими і придатнішими до транспортування і перевантаження. Вони перевозяться усередині транспортно-пакувальних комплектів, а зберігаються у вертикальному або горизонтальному положенні усередині бетонних або бетонно-сталевих модулів, які і забезпечують основний радіаційний захист (такі виробляються, наприклад, Holtec International).
ССВЯП встановлені і експлуатуються у багатьох країнах світу, як на АЕС, так і на спеціальних майданчиках. Їх проектний термін експлуатації — від 30 до 100 років. Сухе зберігання відпрацьованого палива надійніше і безпечніше, ніж мокре (у водному середовищі у басейнах). Сухе зберігання ВЯП також є проміжним — тобто, після закінчення певного часу, паливо необхідно буде витягнути і направити на переробку або остаточне поховання. Проте після періоду сухого зберігання ВЯП, його рівні випромінювання і температура будуть набагато нижчі, що значно полегшить поводження з ним.
За станом на початок 2010-х років, сухі системи зберігання ВЯП реалізовано в США, Канаді, Німеччині, Швейцарії, Іспанії, Бельгії, Швеції, Великій Британії, Японії, Вірменії, Словаччині, Чехії, Аргентині, Румунії, Болгарії, Росії, Угорщині, Україні (Запорізька АЕС) і в Литві.[джерело?]